# Jalfrezi

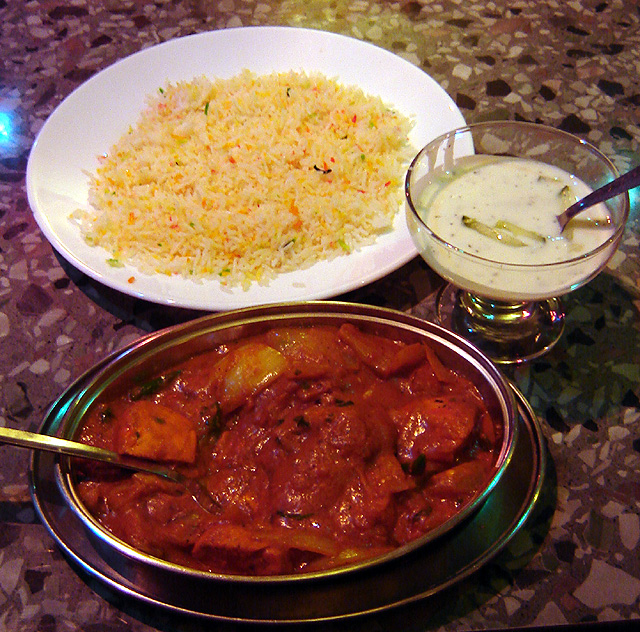
Chicken Tikka Jalfrezi, arroz pilaf y raita de pepino.

Jalfrezi (también como jhal frezi, zalfrezi, y muchas otras formas de pronunciación similar) es un curry típico de la cocina india elaborado a base de carne ligeramente picada o verduras, todas ellas marinadas y fritas en aceite y especias con el objeto de obtener un producto final seco que puede tener un sabor picante entre medio y alto, dependiendo de la cantidad de chiles. Otros ingredientes principales pueden ser : pimientos, cebolla y tomate.

## Origen
El jalfrezi data de la época del denominado Raj Británico cuando se creó se empleaban las vísceras de la carne de los animales para su elaboración; los chillis ayudaban a 'tapar' cualquier sabor desagradable debido a la poca calidad de la carne empleada. El nombre tiene su etimología procedente del bengalí jhāl, comida especiada, y el Urdu parhezī, disponible para una dieta.